# MG Magna

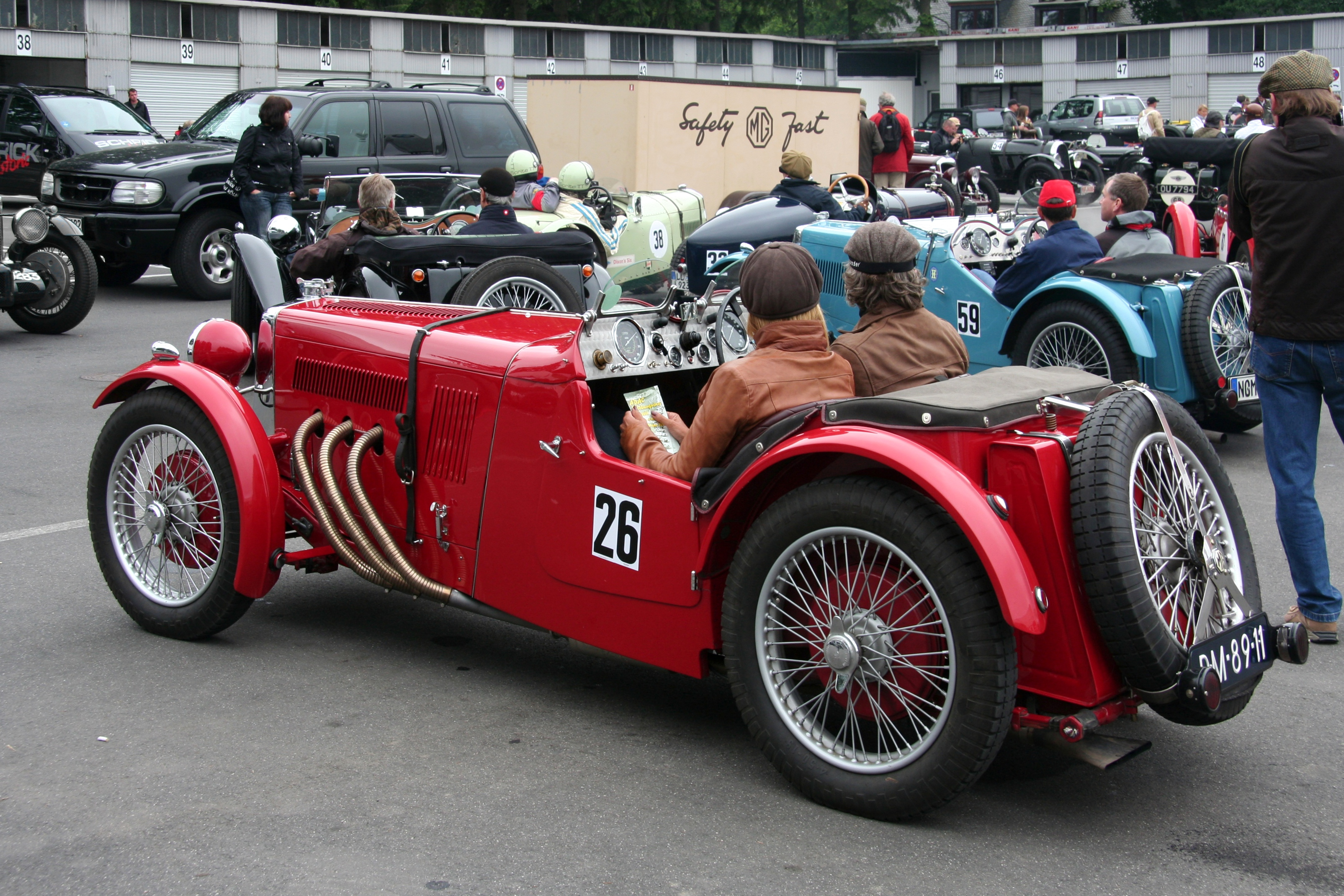
MG F2, Baujahr 1932 …

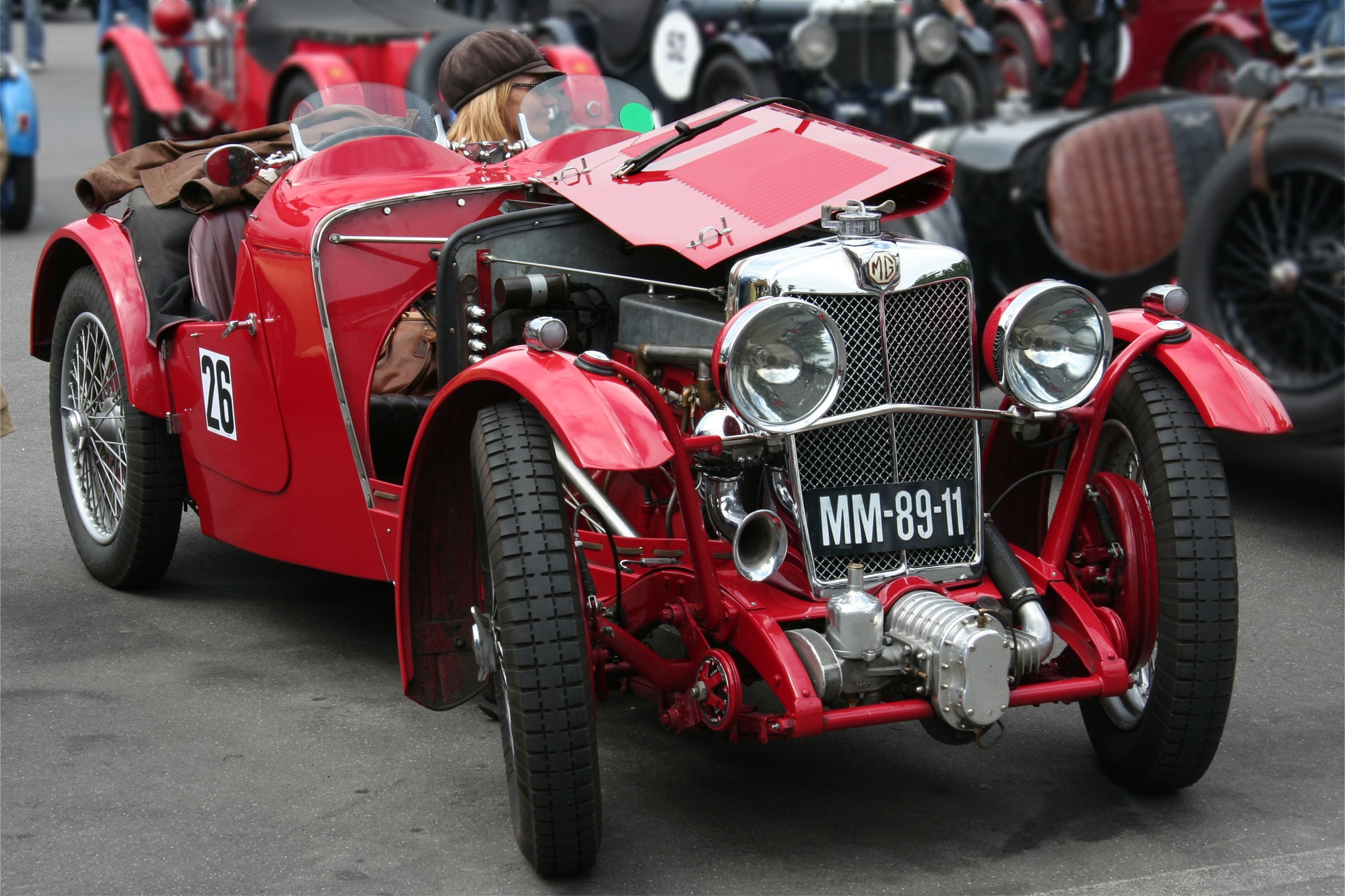
… mit Kompressor

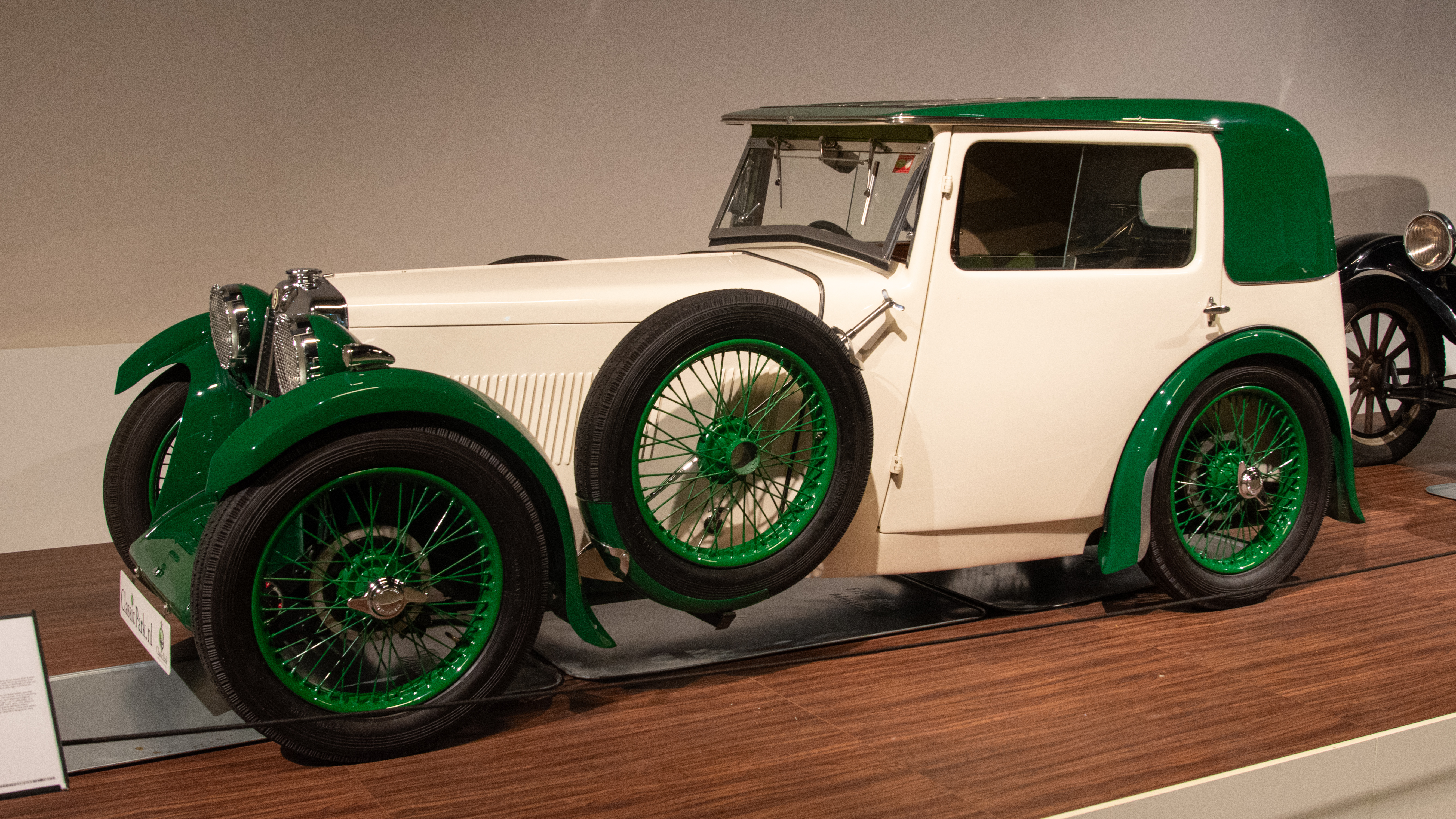
MG Magna F-Type Salonette (1932)

Der MG Magna, auch F-Type, war ein Tourenwagen oder eine zweitürige Limousine der unteren Mittelklasse, den MG 1931 herausbrachte.
Der MG F1 Magna und der MG F3 Magna hatten Sechszylinder-Reihenmotoren mit 1272 cm³, die aus dem Vierzylindermotor des MG M-Type Midget durch Anbau von zwei weiteren Zylindern entstanden waren. Sie entwickelten 37,2 bhp (27,4 kW) und beschleunigten die Fahrzeuge auf bis zu 115 km/h.
Der MG F2 Magna wurde als Roadster mit gleicher Technik ein Jahr später angeboten.
1933 lösten der MG L1 Magna (Tourer, Limousine und Coupé) und der MG L2 Magna (Roadster) die drei Modelle ab. Im Hubraum waren die Motoren zwar auf 1087 cm³ verringert, leisteten aber 41 bhp (30 kW). Die neuen Modelle erreichten Höchstgeschwindigkeiten bis zu 120 km/h.
Abbey Coachworks in London produzierte im Auftrag von MG-Händlern einige Jahre lang sportliche Coupé- und Cabrioletkarosserien für das Magna-Chassis.
1934 wurde die Baureihe ohne Nachfolger eingestellt.